# Martina Thom
Martina Thom (* 23. April 1935 in Leipzig; † 17. September 2019) war eine deutsche Philosophin.

## Leben
Von 1954 bis 1959 studierte sie Philosophie an der Universität Leipzig. Nach der Promotion 1963 bei Klaus Zweiling und Robert Schulz und der Habilitation 1976 bei Helmut Seidel, Frank Fiedler und Erhard Lange wurde sie 1976 Professorin für Geschichte der marxistisch-leninistischen Philosophie.
Sie war mit dem Medizinhistoriker und Philosophen Achim Thom verheiratet.

## Schriften (Auswahl)
- mit Klaus Gößler: Die materielle Determiniertheit der Erkenntnis. Berlin 1976,OCLC 163218116.
- Immanuel Kant. Köln 1978, ISBN 3-7609-0343-6.
- Ideologie und Erkenntnistheorie. Untersuchung am Beispiel der Entstehung des Kritizismus und Transzendentalismus Immanuel Kants. Berlin 1980, OCLC 781256181.
- Dr. Karl Marx. Das Werden der neuen Weltanschauung 1835–1843. Berlin 1986, ISBN 3-320-00697-5.